# Attiches
Attiches is een gemeente in het Franse Noorderdepartement (Frans: département du Nord) (regio Hauts-de-France). De plaats maakt deel uit van het arrondissement Rijsel. Attiches telde op 1 januari 2022 2.241 inwoners.

## Geografie
De oppervlakte van Attiches bedroeg op 1 januari 2022 6,68 vierkante kilometer; de bevolkingsdichtheid was toen 335,5 inwoners per km².
Net ten zuiden van het dorpscentrum ligt het gehucht Petit Attiches. In het uiterste zuiden van de gemeente, in een zuidelijke uitloper van het grondgebied, ligt het gehucht Drumez.

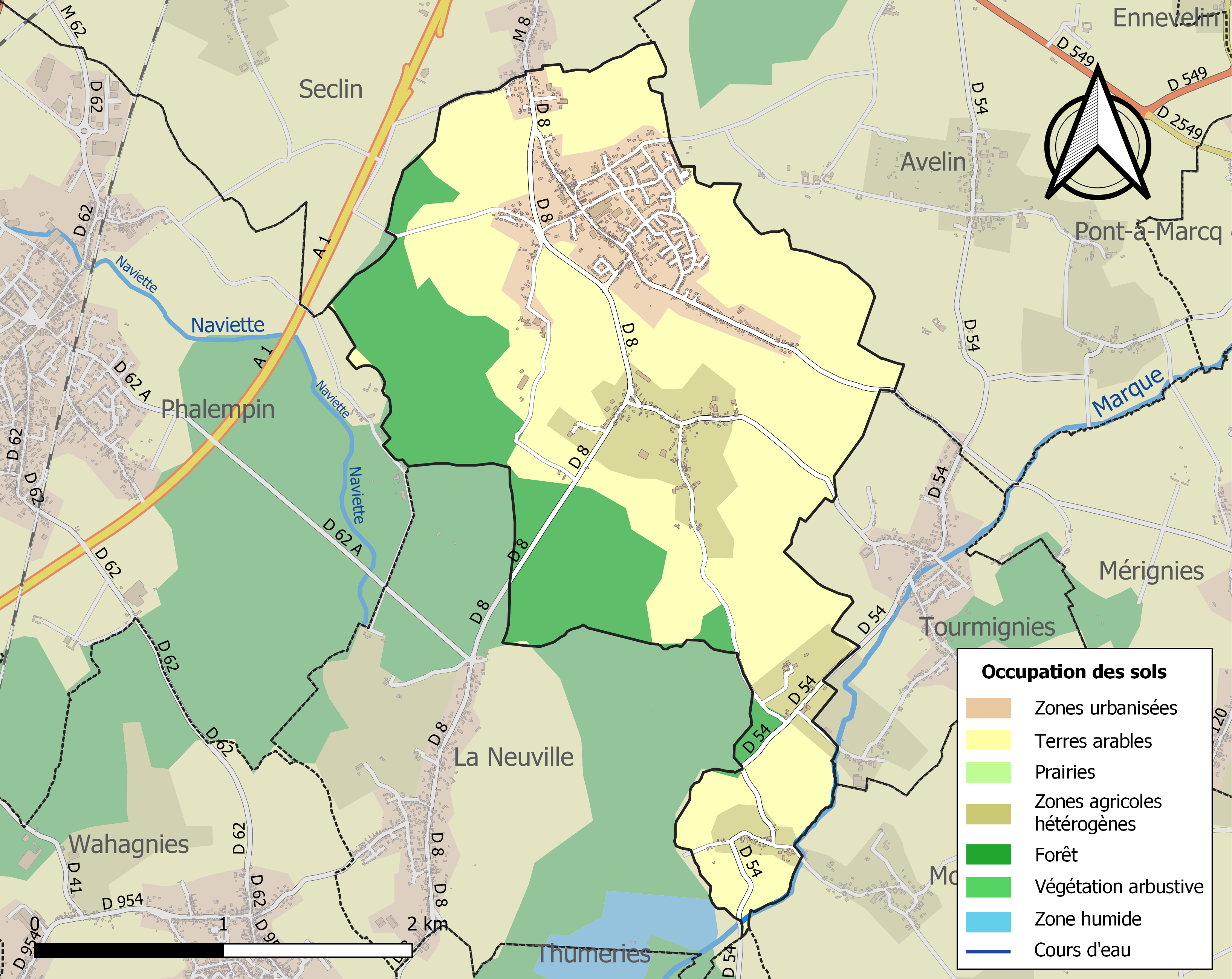
Kaart van de gemeente met belangrijkste infrastructuur, bodemgebruik en omliggende gemeenten

## Bezienswaardigheden
- De Église Sainte-Élisabeth-de-Hongrie
- Het westelijke deel van de gemeente ligt in het Bos van Phalempin

## Demografie
Onderstaande figuur toont het verloop van het inwonertal (bron: INSEE-tellingen).